# Ferdinando Federico Augusto di Württemberg
Ferdinando Federico Augusto di Württemberg (Treptow an der Rega, 22 ottobre 1763 – Wiesbaden, 20 gennaio 1834) era figlio di Federico II Eugenio di Württemberg e di Federica Dorotea di Brandeburgo-Schwedt.

## Biografia
Quinto figlio del duca, fu un generale austriaco che si distinse durante le Guerre rivoluzionarie francesi e le Guerre napoleoniche. Come nobile d'alto lignaggio, iniziò la sua carriera come tenente colonnello nel 1781, venendo promosso al grado di maggiore generale già dal 1788. Combatté quindi a Belgrado durante la Guerra austro-turca. Durante la guerra della prima coalizione antifrancese, guidò le sue truppe nella Battaglia di Neerwinden e fu comandante del fortunato Assedio di Condé del 1793.
Nel marzo del 1796 il principe del Württemberg venne promosso Feldzeugmeister, ma venne sconfitto poco dopo dai francesi ad Altenkirchen e pertanto l'arciduca Carlo d'Asburgo-Teschen lo rimosse dall'incarico. Promosso Feldmaresciallo nel 1805, venne comunque destinato ad incarichi minori. Fu proprietario di un reggimento di fanteria dal 1785 al 1809 a cui se ne aggiunse un altro dal 1809 sino alla sua morte nel 1834. Suo fratello maggiore divenne sovrano del Wurttemberg col nome di Federico I, mentre un suo fratello più giovane, il duca Alessandro, fu ufficiale al servizio dell'Impero russo.
Nella vita privata, sposò la principessa Pauline Kunigunde von Metternich, sorella del potente primo ministro austriaco principe Klemens von Metternich.

## Ascendenza
|                                             |                                          |                                                           | Genitori                                  |  |  | Nonni |  |  | Bisnonni                                |  |  | Trisnonni                   |  |
|                                             |                                          |                                                           |                                           |  |  |       |  |  | Federico Carlo di Württemberg-Winnental |  |  | Eberardo III di Württemberg |  |
|                                             |                                          |                                                           |                                           |  |  |       |  |  | Federico Carlo di Württemberg-Winnental |  |  | Eberardo III di Württemberg |  |
|                                             |                                          | Anna Caterina Dorotea di Salm-Kyrburg                     |                                           |  |  |       |  |  | Federico Carlo di Württemberg-Winnental |  |  |                             |  |
| Carlo I Alessandro di Württemberg           |                                          |                                                           |                                           |  |  |       |  |  | Federico Carlo di Württemberg-Winnental |  |  |                             |  |
|                                             |                                          | Eleonora Giuliana di Brandeburgo-Ansbach                  | Alberto II di Brandeburgo-Ansbach         |  |  |       |  |  |                                         |  |  |                             |  |
|                                             |                                          | Eleonora Giuliana di Brandeburgo-Ansbach                  | Alberto II di Brandeburgo-Ansbach         |  |  |       |  |  |                                         |  |  |                             |  |
|                                             |                                          | Eleonora Giuliana di Brandeburgo-Ansbach                  | Sofia Margherita di Oettingen-Oettingen   |  |  |       |  |  |                                         |  |  |                             |  |
| Federico II Eugenio di Württemberg          |                                          | Eleonora Giuliana di Brandeburgo-Ansbach                  |                                           |  |  |       |  |  |                                         |  |  |                             |  |
|                                             |                                          | Anselmo Francesco di Thurn und Taxis                      | Eugenio Alessandro di Thurn und Taxis     |  |  |       |  |  |                                         |  |  |                             |  |
|                                             |                                          | Anselmo Francesco di Thurn und Taxis                      | Eugenio Alessandro di Thurn und Taxis     |  |  |       |  |  |                                         |  |  |                             |  |
|                                             |                                          | Anselmo Francesco di Thurn und Taxis                      | Anna Adelaide di Fürstenberg-Heiligenberg |  |  |       |  |  |                                         |  |  |                             |  |
| Maria Augusta di Thurn und Taxis            |                                          | Anselmo Francesco di Thurn und Taxis                      |                                           |  |  |       |  |  |                                         |  |  |                             |  |
|                                             |                                          | Maria Ludovica Anna di Lobkowicz                          | Ferdinando Augusto Leopoldo di Lobkowicz  |  |  |       |  |  |                                         |  |  |                             |  |
|                                             |                                          | Maria Ludovica Anna di Lobkowicz                          | Ferdinando Augusto Leopoldo di Lobkowicz  |  |  |       |  |  |                                         |  |  |                             |  |
|                                             |                                          | Maria Ludovica Anna di Lobkowicz                          | Maria Anna di Baden-Baden                 |  |  |       |  |  |                                         |  |  |                             |  |
| Ferdinando Federico Augusto del Württemberg |                                          | Maria Ludovica Anna di Lobkowicz                          |                                           |  |  |       |  |  |                                         |  |  |                             |  |
|                                             | Filippo Guglielmo di Brandeburgo-Schwedt | Federico Guglielmo I di Brandeburgo                       |                                           |  |  |       |  |  |                                         |  |  |                             |  |
|                                             | Filippo Guglielmo di Brandeburgo-Schwedt | Federico Guglielmo I di Brandeburgo                       |                                           |  |  |       |  |  |                                         |  |  |                             |  |
|                                             | Filippo Guglielmo di Brandeburgo-Schwedt | Sofia Dorotea di Schleswig-Holstein-Sonderburg-Glücksburg |                                           |  |  |       |  |  |                                         |  |  |                             |  |
| Federico Guglielmo di Brandeburgo-Schwedt   | Filippo Guglielmo di Brandeburgo-Schwedt |                                                           |                                           |  |  |       |  |  |                                         |  |  |                             |  |
|                                             |                                          | Giovanna Carlotta di Anhalt-Dessau                        | Giovanni Giorgio II di Anhalt-Dessau      |  |  |       |  |  |                                         |  |  |                             |  |
|                                             |                                          | Giovanna Carlotta di Anhalt-Dessau                        | Giovanni Giorgio II di Anhalt-Dessau      |  |  |       |  |  |                                         |  |  |                             |  |
|                                             |                                          | Giovanna Carlotta di Anhalt-Dessau                        | Enrichetta Caterina d'Orange              |  |  |       |  |  |                                         |  |  |                             |  |
| Federica Dorotea di Brandeburgo-Schwedt     |                                          | Giovanna Carlotta di Anhalt-Dessau                        |                                           |  |  |       |  |  |                                         |  |  |                             |  |
|                                             |                                          | Federico Guglielmo I di Prussia                           | Federico I di Prussia                     |  |  |       |  |  |                                         |  |  |                             |  |
|                                             |                                          | Federico Guglielmo I di Prussia                           | Federico I di Prussia                     |  |  |       |  |  |                                         |  |  |                             |  |
|                                             |                                          | Federico Guglielmo I di Prussia                           | Sofia Carlotta di Hannover                |  |  |       |  |  |                                         |  |  |                             |  |
| Sofia Dorotea di Prussia                    |                                          | Federico Guglielmo I di Prussia                           |                                           |  |  |       |  |  |                                         |  |  |                             |  |
|                                             |                                          | Sofia Dorotea di Hannover                                 | Giorgio I del Regno Unito                 |  |  |       |  |  |                                         |  |  |                             |  |
|                                             |                                          | Sofia Dorotea di Hannover                                 | Giorgio I del Regno Unito                 |  |  |       |  |  |                                         |  |  |                             |  |
|                                             |                                          | Sofia Dorotea di Hannover                                 | Sofia Dorotea di Celle                    |  |  |       |  |  |                                         |  |  |                             |  |
|                                             |                                          | Sofia Dorotea di Hannover                                 |                                           |  |  |       |  |  |                                         |  |  |                             |  |